# ژایر مارینیو
ژایر مارینیو (پرتغالی: Jair Marinho; ۱۷ ژوئیهٔ ۱۹۳۶ – ۷ مارس ۲۰۲۰) بازیکن فوتبال اهل برزیل بود.
از باشگاه‌هایی که در آن بازی کرده‌است می‌توان به باشگاه ورزشی پورتوگیزا، باشگاه فوتبال کورینتیانس، باشگاه ورزشی واسکو دوگاما، و باشگاه فوتبال فلومیننزه اشاره کرد.
او همچنین در تیم ملی فوتبال برزیل بازی کرده‌است.